# 加藤なお
加藤 なお（かとう　なお、1973年9月20日 - ）は、日本の元AV女優。
HRSエンターテイメント所属。

## 略歴
- 2008年にAVデビュー。

美熟女系AV女優である。単体系AV女優として扱われることが多く、主にグラビアで活躍をしていた。
第六回熟女クイーンコンテスト[グレートサスケ賞]受賞。
- 2013年9月23日　自身のブログマダムの核弾頭　加藤なお公式ブログ - ウェイバックマシン（2009年3月25日アーカイブ分）にて引退を発表。

自身の性的指向についてはノンセクシャルであることを明かしており、過去の出演したAVについては「お仕事だったからです!」と述べている。

## 作品

### アダルトビデオ
2008年
- 独占!人の妻ワイドスペシャル あ～いい、ずっと御無沙汰だったの! 自ら舌をからめ、男にしがみつく美人妻たち（9月30日、アテナ映像）他出演:木佐礼子・近藤結衣・生田沙織
- 義姉に挿入れたい（10月9日、WOMAN）
- 近親相姦 義理の母（10月9日、センタービレッジ）
- 熟女童貞狩り（10月16日、センタービレッジ）
- 中出しSEX依存妻FUCK（10月30日、センタービレッジ）
- 初脱ぎ熟女 2009 1月号（12月6日、クリスタル映像）

2009年
- 友達の母親を、友達の目の前で、犯しまくった少年達（1月3日、タカラ映像）
- 綺麗な奥様の童貞狩り（1月10日、ドリームステージ）
- 母親失格（1月10日、小林興業）
- オナホール訪問販売員のおばさん2（1月20日、ネクストイレブン）※「なお」名義 他出演:茜・ケイ・亮・絵里子・エレナ・理恵
- 超高級美熟女ソープ中出し御殿（1月20日、ネクストイレブン）
- 夫が洗車中に息子にイカされる母（1月25日、ネクストイレブン）
- 上司の妻 飢えた妖艶妻なおの性支配（1月29日、センタービレッジ）
- 義母が教えてあげる5（2月13日、東京音光）
- 近親相姦VOL.14（2月16日、グローリークエスト）
- 人妻巡愛旅行 不倫の宿（3月19日、グローリークエスト）
- ヘンリー塚本の恥美小説 （5月25日、FAプロ）
- シャバに戻った男の強姦犯罪 やっぱり我慢できねえ!（5月25日、FAプロ）
- 女は何故セックスをしたがる?（6月10日、FAプロ）
- 人妻エロ本3（6月25日、FAプロ）
- 隣の奥さん（6月25日、マドンナ）
- 淫欲SEX教団カルトに寝取られた人妻（7月20日、ジャパンムービー）
- 非日常的悶絶遊戯 第百八章 夫の部下にやられちゃう奥様、なおの場合（8月13日、AVS)
- ネオパンストフェティッシュVer.7 可愛い熟女のなおさんは、断り切れないノーパンパンストエロ女教師（9月1日、AVS）
- まさか叔母ちゃんに筆下ろしされるとは...21（9月11日、東京音光）共演:鈴木彩
- 変態人妻が聖水をぶっかける夜（10月1日、AVS）
- 汗涎 全身接吻 熟娘レズ（10月26日、アイリング）共演:桃井りん
- 湯けむり官能小説物語 第二章（11月13日、AVS）
- 熟臭尻 ムレ臭いデカ尻に犯されたい Part1（11月19日、ゲロニア）

2010年
- あ〜やらしい!4 ごっくん大好き美熟女の精飲生活（1月22日、映天）
- 介護ヘルパーのセックスボランティア（2月13日、ラハイナ東海）※「加藤奈緒」名義 他出演:納月杏奈・名月亜矢・水澤麻紀
- 家庭内交尾（2月19日、ABC/妄想族）
- むれむれ熟女妄想~敏腕女秘書なおの誘う美脚~（4月1日、タカラ映像）
- 淫語中出しソープ（6月13日、AVS）
- 綺麗な熟女を相手にネットリとカメラで舐め回しました（6月25日、エスピクチャーズ）
- 隣の人妻（7月13日、溜池ゴロー）
- 人妻たちの裏DVD 夫のショック!!（9月15日、FAプロ）
- バーチャルフェティッシュヘルス（10月25日、AVS）他出演:高島恭子・川上ゆう
- 溜池ゴローが撮り下ろす素顔の女優シリーズ その3（11月12日、なでしこ） 他出演:細川まり
- 見返り美人 三 なお37歳（10月15日、AVS）
- パンストレズビアン遊戯Vol.7（12月25日、AVS）共演:音和礼子

2011年
- オナホール訪問販売員のおばさんDX どスケベ熟女20名 超絶手コキ3時間!!（1月25日、ネクストイレブン）他出演:麻生絵里子・桜田知佳子・三枝景子・山口杏子・瀬戸志乃・速水静香・浅香亮・沙希・藤原絵理香・白川ゆり・藤原多恵・町村小夜子・黒木沙緒理・荒木すみれ・高倉ゆきの・赤坂エレナ・篠原ちあき・篠原ケイ・愛田正子

### イメージDVD
2010年
- アッキーベッキー vol.9（4月27日、アッキーベッキー）